# Lodovico Cigoli
Pour l’article homonyme, voir Cigoli.
Lodovico Cardi, dit Il Cigoli, ou Lodovico da Cigoli, (Cigoli, frazione de San Miniato, 21 septembre 1559 - Rome, 8 juin 1613) est un peintre et un architecte de l'école florentine actif pendant la période de transition entre le Maniérisme et le Baroque.

## Biographie
Lodovico naît à la Villa Castelvecchio di Cigoli, en Toscane, d'où son surnom. Il se forme sous la direction de Alessandro Allori et est influencé ensuite par la contre-manière de Santi di Tito et de Federico Barocci.
Son œuvre emblématique est l'Ecce Homo du palais Pitti, mais il a réalisé aussi à Florence un Martyre de saint Etienne (Galerie des Offices), une Vénus et un satyre, un Sacrifice d'Isaac, Les Stigmates de saint François, et d'autres ouvrages.
Il est à Rome durant les dernières années de sa vie, d'avril 1604 à 1613 en compagnie de son élève Giovanni Bilivert, et ses projets sont acceptés par le pape Clément VIII.
Il y réalisa d'importantes commandes, notamment à la  Basilique Saint-Pierre, au Vatican (Saint Pierre guérit un lépreux), à Saint-Paul-hors-les-Murs (Conversion de saint Paul), et certaines fresques de la  Villa Borghèse au service du cardinal Scipion Borghèse (Histoire de Psyché).
Comme architecte, on lui attribue le cortile di Palazzo Nonfinito de Florence.
Passionné d'astronomie, il inclut dans nombre de ses peintures des observations du ciel et en particulier des détails visibles uniquement avec une lunette astronomique.
Il participe à la décoration  du grand cloître de Santa Maria Novella avec deux scènes.
À la demande du pape Paul III, il est fait Chevalier de l'Ordre de Malte.
Ses dernières œuvres sont de splendides fresques dans la coupole de la basilique Sainte-Marie-Majeure à Rome.
Il eut, comme élèves, entre autres, Cristofano Allori, le flamand Giovanni Bilivert, Domenico Fetti, Giovanni Antonio Lelli, Aurelio Lomi, Pietro Médici, Gregorio Pagani et Andrea Commodi.

## Œuvres

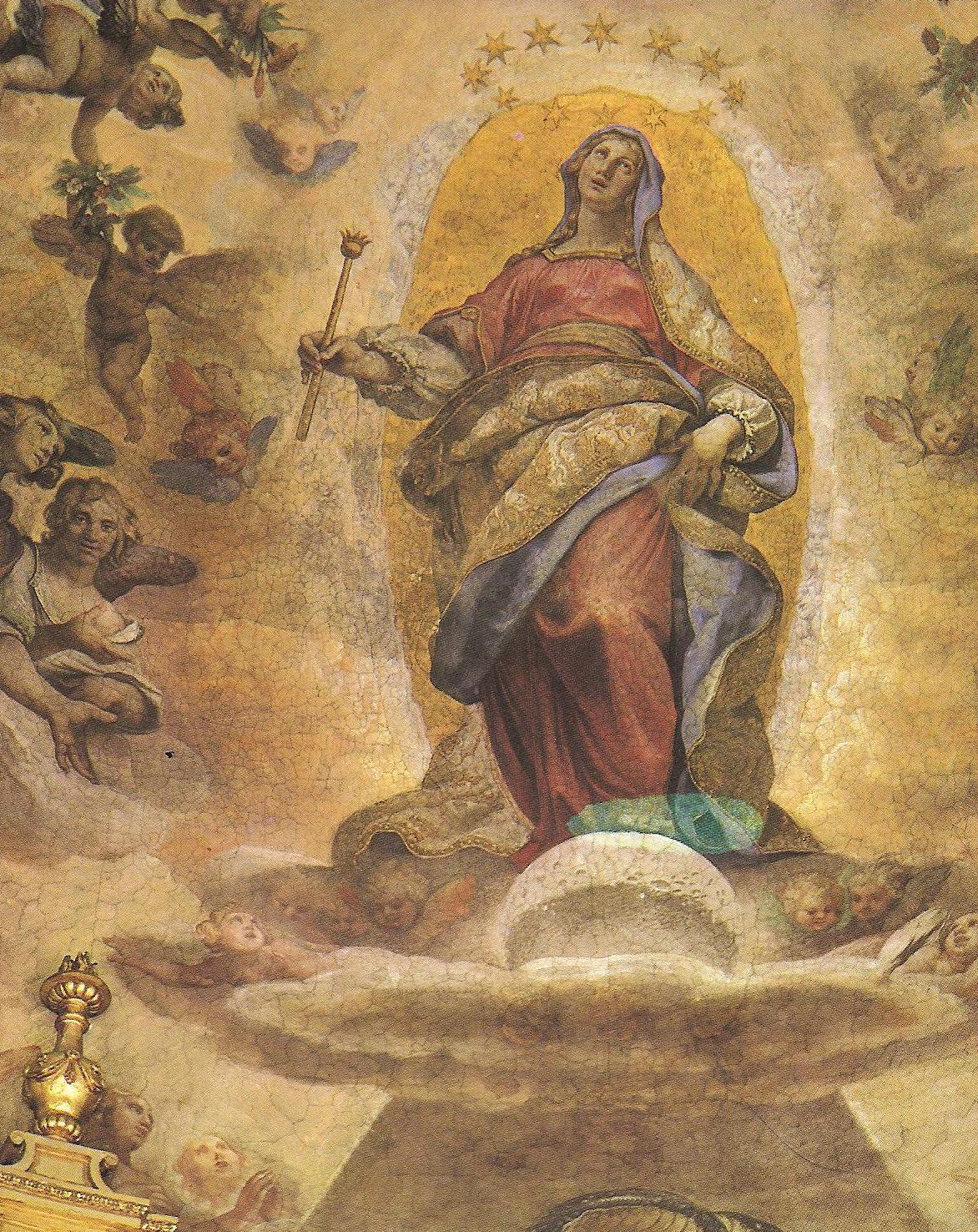
L'Assomption de la Vierge, vers 1610.
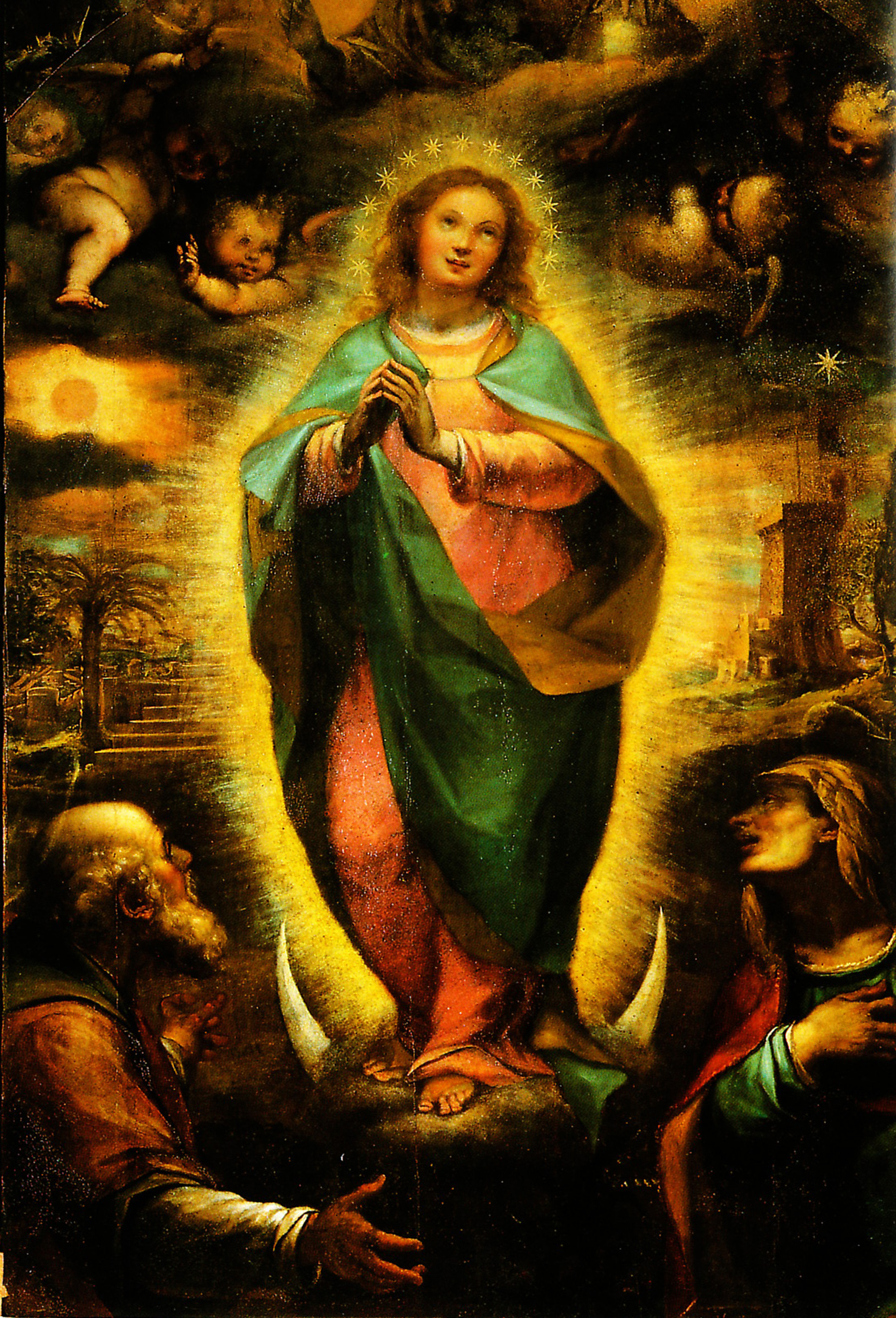
L'Immaculée Conception écrasant le Croissant de lune.

- Le Martyre de saint Etienne, 1597, huile sur toile, 450 × 287 cm, signé et daté, galerie Palatine, Palais Pitti, Florence. Peint pour l'église du monastère franciscain de Santa Maria di Montedomini à Florence[3].
- Saint François en prière, 1600, huile sur toile, 140 × 114 cm, monogrammé L.C. galerie Palatine, Palais Pitti, Florence[3].
- Le Sacrifice d'Isaac, 1604-1605, huile sur toile, 175 × 132 cm, galerie Palatine, Palais Pitti, Florence. Commandé par le cardinal Pompeo Arrigoni[3].
- Ecce homo, 1607, huile sur toile, 175 × 135 cm, galerie Palatine, Palais Pitti, Florence. Commandé par Massimo Massimi, il devait constituer un pendant d'un tableau du Caravage[3].
- La Déposition de croix, 1608, huile sur bois, 321 × 206 cm, galerie Palatine, Palais Pitti, Florence. Commandé par la Confrérie de la Croix d'Empoli pour le maître autel de l'oratoire[3].
- La Fuite en Égypte
  - Huile sur cuivre, 50 × 36 cm, musée Fabre, Montpellier[4] ;
  - Huile sur toile 53 × 38 cm, fin XVIe siècle-XVIIe siècle, dépôt du musée du Louvre au musée des Beaux-arts de Chartres (inv. 10192)[5].
- Projet d'apparat à l'occasion de funérailles, atelier de Lodovico Cigoli, sanguine, lavis d'encre de Chine et rehauts de gouache blanche, H. 0,280 ; L. 0,450 m, Beaux-Arts de Paris[6]. Ce dessin, lié à la production de décors éphémères, représente deux grands squelettes tenant un phylactère déployé, dans une arcade avec au centre, un crâne. À leurs pieds se trouve une Renommée munie de deux trompettes. Cette feuille peut être rapprochée de plusieurs études dessinées de Cigoli, conservées aux Offices, notamment les Quatre Allégories de la Mort, le Squelette drapé, ou l'Etude pour le blason de Philippe II. Cependant, Cigoli n'est pas mentionné comme l'auteur du dessin des Beaux-Arts, mais peut-être le dessin se trouvait-il dans son atelier et pu servir de modèle à un de ses élèves[7].

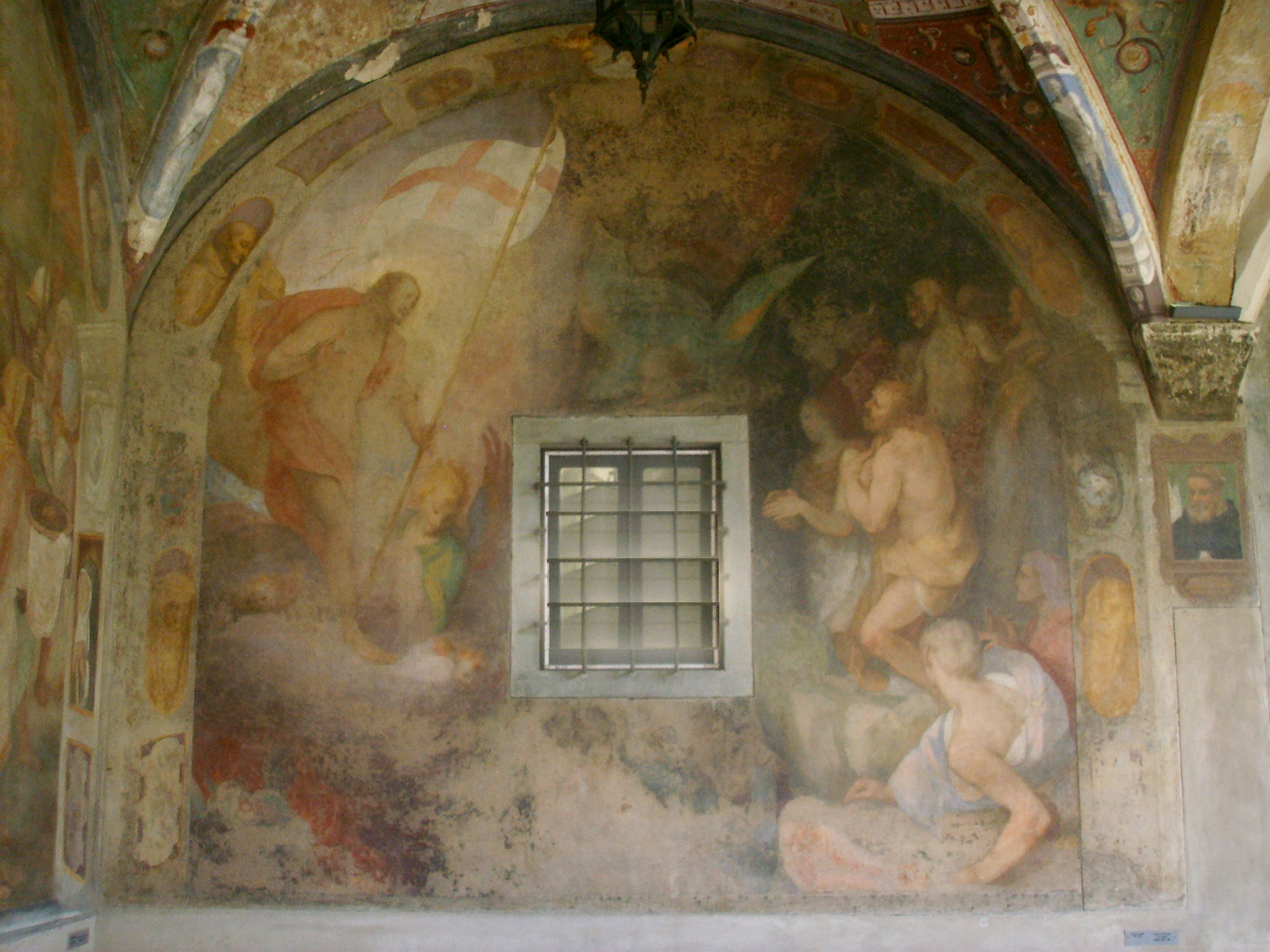
Le Christ descendant libérer les Justes dans les enfers, 1584, grand cloître de Santa Maria Novella.
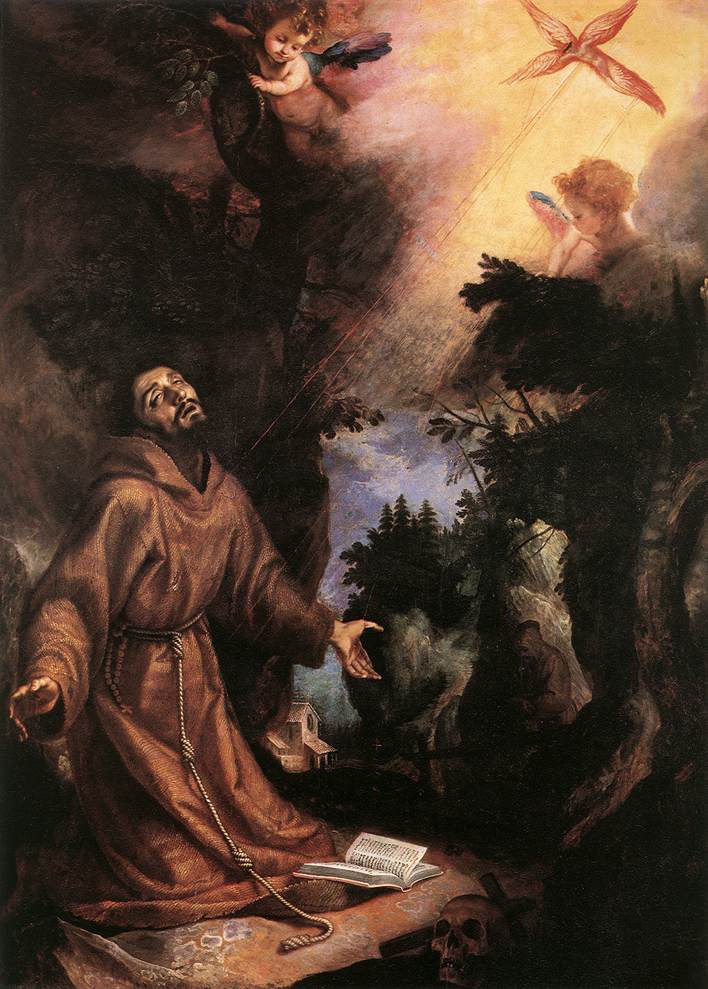
Saint François d'Assise recevant les stigmates, 1596, Galerie des Offices
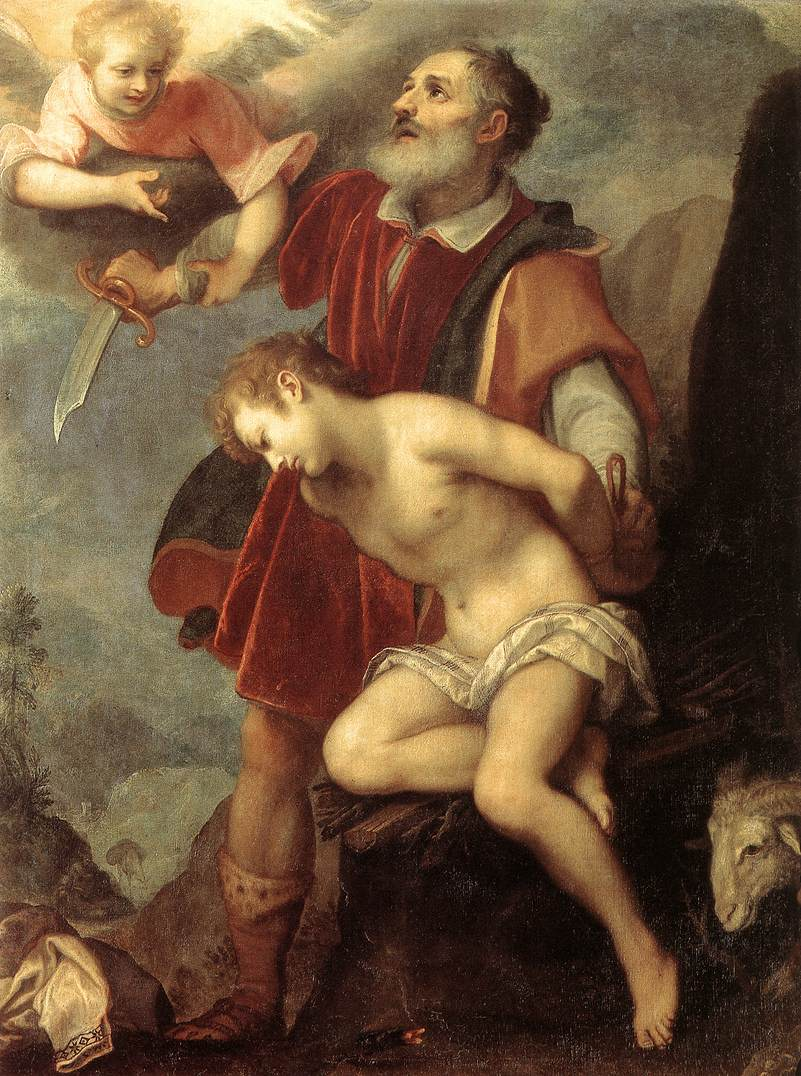
Le Sacrifice d'Isaac, vers 1607, Palais Pitti.
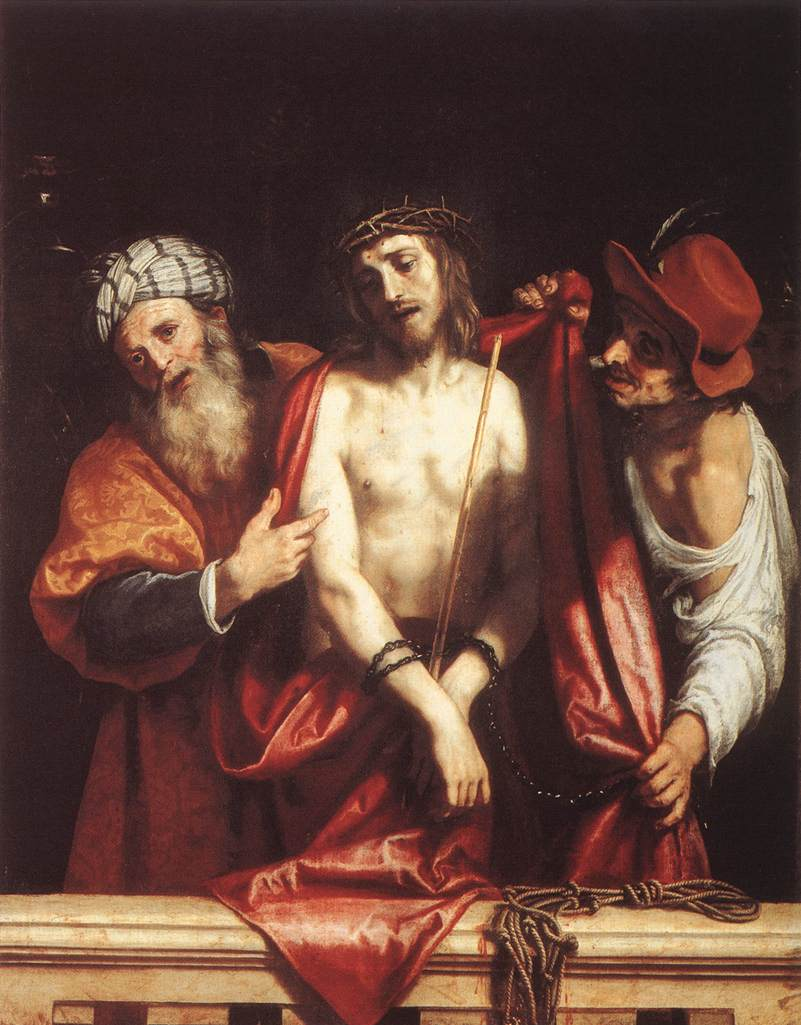
Ecce homo, 1607 Galerie Palatine.